# NGC 986
NGC 986是一個距離地球約5600萬光年的棒旋星系，在天球上位於天爐座。該星系有兩個各自以中心棒狀結構兩端為起點的巨大且延伸甚遠，並且略微彎曲的旋臂。該星系於1826年由蘇格蘭天文學家詹姆士·敦洛普發現。